# Avenida 23 de Enero (Barinas)
Avenida 23 de Enero es el nombre que recibe una importante arteria vial localizada en la ciudad de Barinas la capital del estado llanero del mismo nombre, al occidente del país sudamericano de Venezuela. Recibe esa denominación en recuerdo de los hechos del 23 de enero de 1958, fecha en que Venezuela se conmemora el derrocamiento de la dictadura del General Marcos Pérez Jiménez.

## Descripción
Se trata de una vía de transporte carretero que comunica la Avenida los Andes con la Avenida Cruz Paredes. Atraviesa gran parte de la parroquia El Carmen llegando hasta el centro de la ciudad. En su trayecto también se conecta con la Avenida Guaicaipuro, la Avenida A, B, C y E, además de El Callejón principal y las avenidas Cuatricentaria, Avenida Agustín Codazzi, Avenida Elías Cordero Uzcategui, calle Nicola Briceño, Calle Apure, Calle Mérida, entre otras.
En su recorrido se pueden localizar diversos restaurantes, farmacias y bancos además del Parque la Federación, la Redoma de Punto Fresco, las Terrazas del Country, el Parque Ferial, el Centro Comercial Barinas, la Iglesia El Carmen, la Sede del Consejo legislativo del Estado Barinas, el CC Doña Nery, la Residencia del gobernador del Estado, el Hotel Turístico Varynia, el C.C. Central Plaza entre otros sitios reconocidos.